# Pizza box

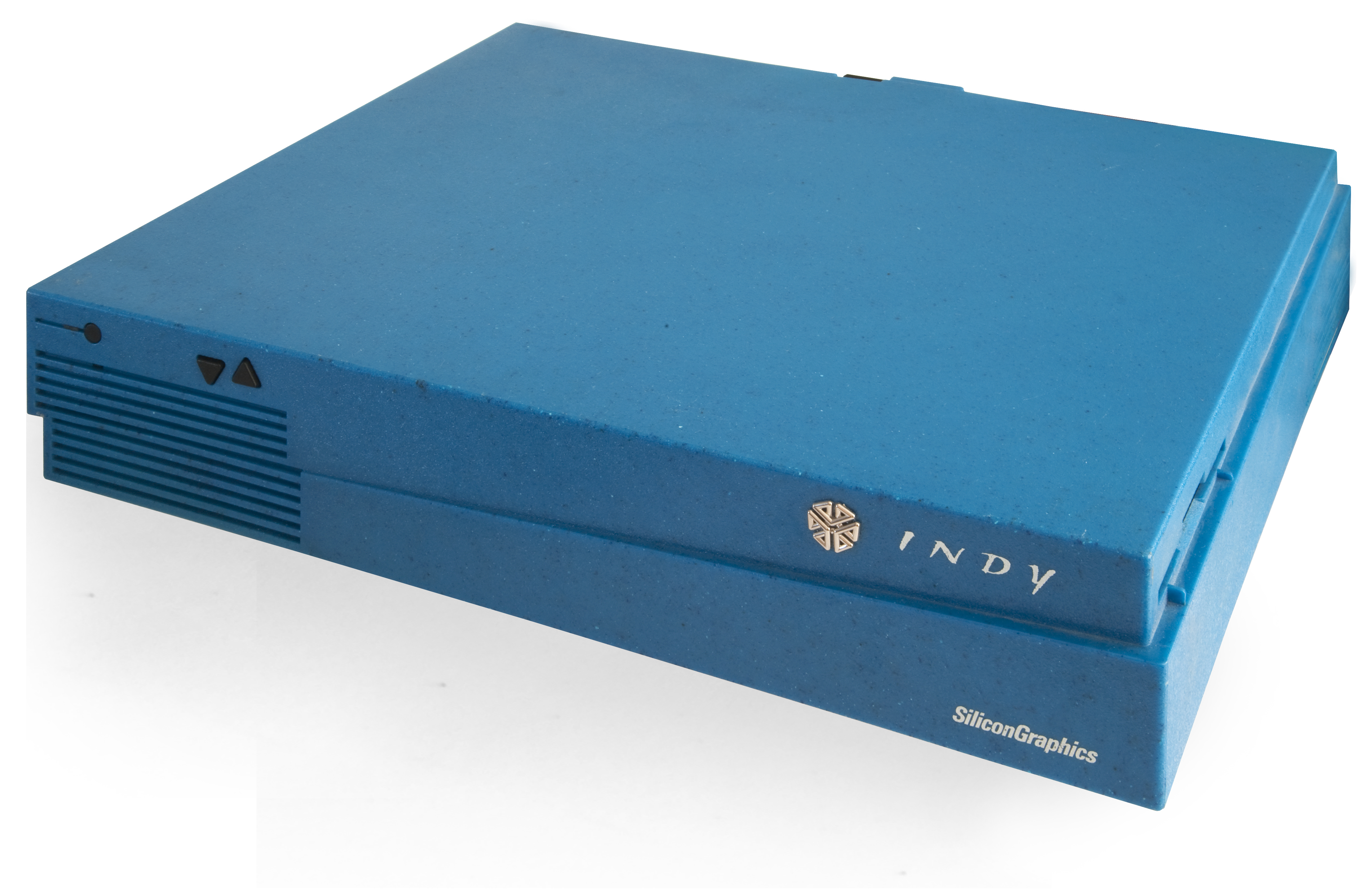
SGI Indy

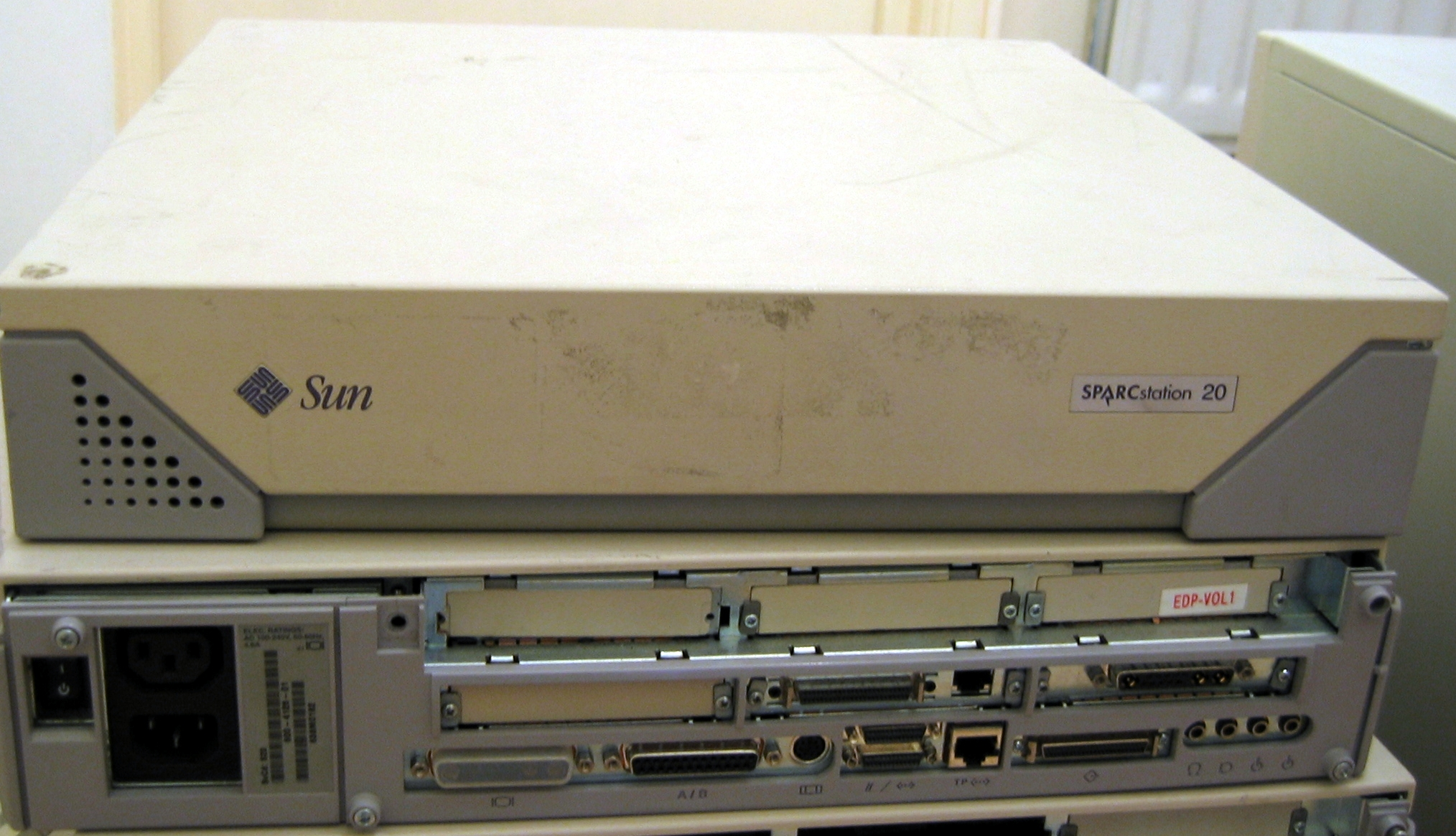
Un SPARCstation 20 suele ser el caso más típico de pizza box

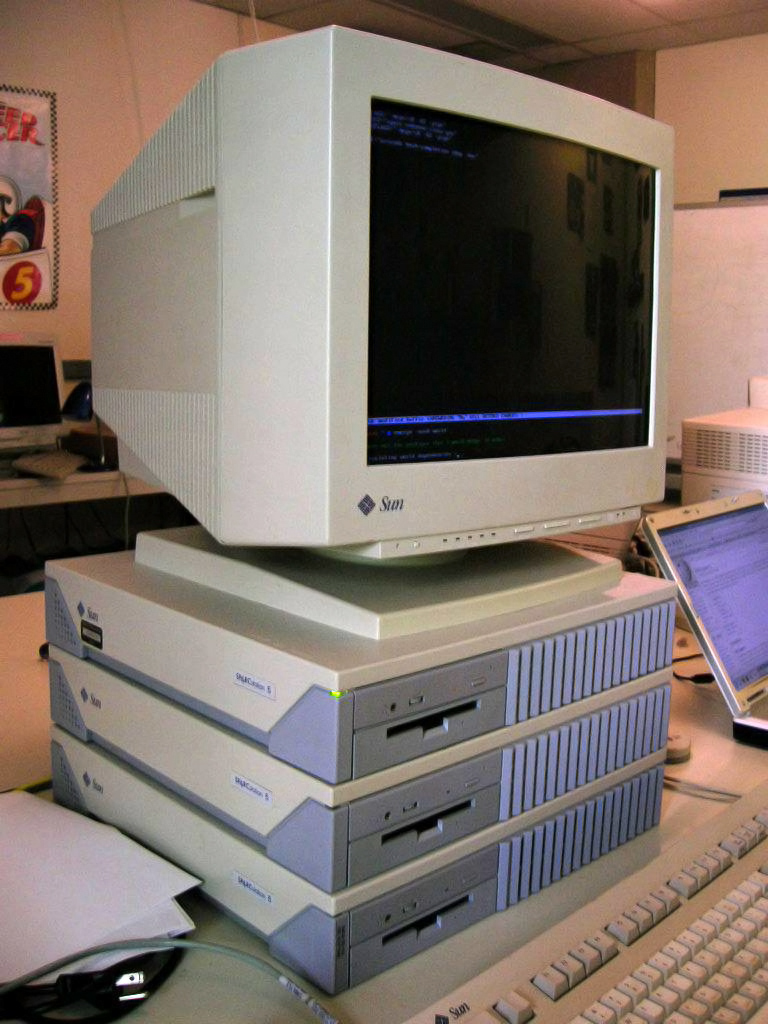
Un stack de SPARCstation

En informática, una pizza box es un tipo de caja para ordenadores o conmutadores de red. Tiende a ser muy delgada, normalmente una o dos unidades de rack (1U o 2U) de altura, lo que la hace amplia y plana, siendo muy semejante a las cajas en las que se reparten las pizzas.

## Características
Los primeros ordenadores cuya caja es llamada generalmente pizza box fueron ordenadores de gama alta, como las estaciones de trabajo de Sun Microsystems vendidos en los años 1980, en particular las SPARCstation 1 y SPARCstation 5. Otros casos famosos son el SGI Indy, la NeXTstation, los Macintosh LC, y el Commodore Amiga 1000: todos fueron considerados entre los equipos de mayor rendimiento de sus generaciones.
El diseño original de la SPARCstation 1 incluye la tecnología de expansión SBus, expresamente diseñado para este factor de forma; las tarjetas de expansión son pequeñas, especialmente en comparación con otras tarjetas de expansión en el uso en el momento como VMEbus, y se montan horizontalmente en lugar de verticalmente. Los ordenadores compatible IBM PC utilizan con este tipo de caja las tarjetas para bus PCI limitadas a una o dos montadas en horizontal mediante una riser card o mediante tarjetas de perfil bajo.
La densidad de potencia de cálculo y posibilidad de apilamiento de los sistemas de caja pizza box también hacen atractivo para su uso en centros de procesamiento de datos. Equipos originalmente diseñados para uso en sobremesa son colocados en las estanterías de los racks, requiriendo a veces cortar parte de la caja para que pueda encajar. Los servidores con ese factor de forma están ahora diseñados para montaje en rack. Del mismo modo, muchas empresas empezaron a desarrollar los conmutadores Ethernet de gama alta en este factor de forma para su montaje en la parte superior de los bastidores.
El uso de cajas pizza box ha disminuido principalmente por el incremento en la computadora de escritorio de las necesidades de ventilación y ampliación, lo que trajo el establecimiento de las torres y minitorres como estándar de facto. Sigue ocupando un nicho de mercado en los ordenadores de marca orientados a empresas (equipos de Dell o Hewlett Packard), aunque los nuevos equipos small form factor (de la mitad de ancho que la pizza box') y más reducidos (equipos del tamaño de un cliente ligero que pueden incluso fijarse en la trasera de los monitores con montaje VESA) le van comiendo el mercado. Sigue siendo el formato más usado en servidores y en conmutadores y enrutadores para montaje en rack.